# Michael Esper
Michael James Esper (né le 1er décembre 1975) est un acteur américain, principalement connu pour ses rôles dans le théatre,.

## Jeunesse
Michael Esper est né à Manhattan dans la ville de New York, et il grandit à Montclair dans le New Jersey. Il est le fils de William et Suzanne Esper, tous deux professeurs de théâtre, du William Esper Studio. Il fréquente l'école Saint Ann's à Brooklyn Heights puis l'Université Rutgers après avoir fréquenté l'Oberlin College pendant un an.

## Carrière
Esper apparait à Broadway dans The Last Ship de Sting, A Man for All Seasons, American Idiot de Green Day et The Lyons . Il joue également dans les premières représentation Off-Broadway de Assistance de Leslye Headland, The Lyons de Nicky Silver, et The Intelligent Homosexual's Guide to Capitalism and Socialism with a Key to the Scriptures de Tony Kushner. Sa voix est incluse sur American Idiot: The Original Broadway Cast Recording ainsi que sur l'album du casting de Lazarus.
Après une pause dans sa carrière, il revient au théâtre new-yorkais en février 2014 avec la pièce de David Grimm, Tales from Red Vienna off-Broadway, face à Nina Arianda. Il joue ensuite dans la comédie musicale de Sting, The Last Ship. The Last Ship commence ses avant-premières à Broadway en septembre 2014 et reste à l'affiche jusqu'au 24 janvier 2015. Esper apparait également dans la comédie musicale Lazarus de David Bowie et Enda Walsh au New York Theatre Workshop. Il est nommé pour un Outer Critics Circle Award en 2016 pour sa performance dans Lazarus. Esper apparait également dans The Glass Menagerie de Tennessee Williams au Festival international d'Édimbourg en 2016 et de nouveau au Duke of York's Theatre de Londres.
Esper est crédité dans d'autres pièce comme Crazy Mary, pour lequel il remporte le Clarence Derwent Award, Big Bill, subUrbia, Manic Flight Reaction, As You Like It et The Four Of Us .

## Réception
Le New York Daily News le décrit comme une « étoile montante » et déclare : « Il agit avec une ouverture émotionnelle et une authenticité aussi frappantes que rares. Le talent d'Esper est évident, qu'il se produise à Broadway dans la comédie musicale de Green Day, American Idiot. ou en assumant la cadence et le port de l'Angleterre du XVIe siècle dans A Man for All Seasons .

## Filmographie

### Film
| Année | Titre                            | Rôle             | Notes           |
| ----- | -------------------------------- | ---------------- | --------------- |
| 1995  | Dying is Easy                    | Albert Matson    |                 |
| 2001  | A Beautiful Mind                 | Young John Nash  |                 |
| 2002  | American Gun                     | Burglar          |                 |
| 2005  | Loggerheads                      | Gill             |                 |
| 2005  | Bittersweet Place                | Joey             |                 |
| 2007  | Light and the Sufferer           | Paul             |                 |
| 2010  | All Good Things                  | Daniel Marks     |                 |
| 2012  | Watching TV with the Red Chinese | Billy            |                 |
| 2012  | Frances Ha                       | Dan              |                 |
| 2012  | Crazy Love                       | Joey             | Court-métrage   |
| 2013  | Runner Runner                    | Billy Petricoff  |                 |
| 2014  | The Drop                         | Rardy            |                 |
| 2018  | For George on His 30th Birthday  | George Dougherty | Court-métrage   |
| 2018  | Ben Is Back                      | Clayton          |                 |
| 2022  | Resurrection                     | Peter            |                 |
| 2023  | Beau Is Afraid                   | Officer Johnson  |                 |
| 2023  | The Creator                      | Captain Cotton   |                 |
| TBA   | Untitled Pavement film           | Essem            | Post-production |

### Série
| Année     | Titre                       | Rôle                   | Notes                                |
| --------- | --------------------------- | ---------------------- | ------------------------------------ |
| 2009      | New York, police judiciaire | David Sutton           | Épisode: "Sous le sceau du secret "  |
| 2009      | Bunker Hill                 | Pete Walsh             | Épisode pilot                        |
| 2013      | The Good Wife               | Gregory Steck          | Épisode: "Les Fantômes du passé"     |
| 2013      | Do No Harm                  | Dr. Kenneth Jordan     | 13 épisodes                          |
| 2013–2014 | Person of Interest          | Jason Greenfield       | 2 épisodes                           |
| 2014      | Believe                     | Jack Callahan          | Épisode: "Comme des frères"          |
| 2014      | Halt and Catch Fire         | Ron Cane               | Épisode: "CTM"                       |
| 2014–2015 | Nurse Jackie                | Gabe                   | 7 épisodes                           |
| 2015      | Elementary                  | Donald Pruitt          | Épisode: "La Loi du plus fort"       |
| 2016      | Shades of Blue              | Donnie Pomp            | 11 épisodes                          |
| 2016      | The Family                  | Doug/Pocked-Marked Man | 12 épisodes                          |
| 2016      | BrainDead                   | Noah Feffer            | 2 épisodes                           |
| 2018      | Trust                       | John Paul Getty Jr.    | 7 épisodes                           |
| 2019      | Prodigal Son                | Jon Littman            | Épisode: "Une affaire de famille"    |
| 2019      | Reprisal                    | Colin Quinn            | Épisode: "The Tale of Harold Horpus" |
| 2019      | Ray Donovan                 | Adam Rain              | 6 épisodes                           |
| 2020      | The Outsider                | Kenneth Hayes          | 4 épisodes                           |
| 2021      | Evil                        | Scientist              | Épisode: "B Is for Brain"            |
| 2023      | Florida Man                 | Deacon                 | 5 épisodes                           |
| 2023      | Julia                       | Noel Winton            | Épisode: "Bûche De Noël"             |
| 2024      | Fallout                     | Bud Askins             | 2 épisodes                           |
| 2024      | New York, police judiciaire | Kenneth Lane           | Épisode : "Catch and Kill"           |

### Théâtre
| Année     | Titre                                                                                       | Rôle                 | Company/Venue                                                   |
| --------- | ------------------------------------------------------------------------------------------- | -------------------- | --------------------------------------------------------------- |
| 2004      | Big Bill                                                                                    | Pete/Ball Boy/Others | Lincoln Center Theater                                          |
| 2005      | As You Like It                                                                              | Silvius              | Delacorte Theater                                               |
| 2005      | Manic Flight Reaction                                                                       | Luke                 | Playwrights Horizons                                            |
| 2006      | subUrbia                                                                                    | Pony                 | Second Stage Theatre                                            |
| 2006      | The Agony and the Agony                                                                     | Nathan               | Vineyard Theatre                                                |
| 2007      | Long Day's Journey Into Night                                                               | Edmund               | Druid Theatre (Dublin)                                          |
| 2007      | Crazy Mary                                                                                  | Skip                 | Playwrights Horizons                                            |
| 2008      | Me Myself and I                                                                             | OTTO                 | McCarter Theatre                                                |
| 2008      | The Four of Us                                                                              | David                | Manhattan Theatre Club                                          |
| 2008      | A Man for All Seasons                                                                       | William Roper        | Roundabout Theatre Company (Broadway)                           |
| 2009–2011 | American Idiot                                                                              | Will                 | Berkeley Repertory Theatre St. James Theatre (Broadway)         |
| 2011      | The Intelligent Homosexual's Guide to Capitalism and Socialism with a Key to the Scriptures | Eli                  | Public Theater and Guthrie Theater                              |
| 2011–2012 | The Lyons                                                                                   | Curtis Lyons         | Vineyard Theatre Cort Theatre (Broadway)                        |
| 2012      | Assistance                                                                                  | Nick                 | Playwrights Horizons                                            |
| 2014      | Tales from Red Vienna                                                                       | Bela Hoyos           | Manhattan Theatre Club                                          |
| 2014–2015 | The Last Ship                                                                               | Gideon Fletcher      | Bank of America Theatre (Chicago) Neil Simon Theatre (Broadway) |
| 2015–2016 | Lazarus                                                                                     | Valentine            | New York Theatre Workshop                                       |
| 2016      | The Glass Menagerie                                                                         | Tom Wingfield        | Edinburgh International Festival                                |
| 2016–2017 | Lazarus                                                                                     | Valentine            | King's Cross Theatre (London)                                   |
| 2017      | The Glass Menagerie                                                                         | Tom Wingfield        | Duke of York's Theatre (West End)                               |
| 2018      | Seared                                                                                      | Mike                 | Williamstown Theatre Festival                                   |
| 2018      | Catch As Catch Can                                                                          | Tim/Theresa          | New Ohio Theatre                                                |
| 2019      | A Bright Room Called Day                                                                    | Vealtninc Husz       | The Public Theater                                              |
| 2022      | Slanted! Enchanted! A Pavement Musical                                                      | Essem                | Sheen Center                                                    |
| 2023      | Appropriate                                                                                 | Franz/Frank          | Second Stage Theater (Broadway)                                 |
| 2024      | Galileo                                                                                     | Cardinal Barberini   | Berkeley Repertory Theatre                                      |